# Hartmut Moorkamp
Hartmut Moorkamp (* 11. November 1975 in Löningen) ist ein deutscher Politiker (CDU). Seit 2022 ist er Abgeordneter des Niedersächsischen Landtags.

## Leben
Moorkamp absolvierte die Schulzeit in Rastdorf, Werlte und Cloppenburg. Anschließend absolvierte er eine Berufsausbildung zum Kaufmann im Groß- und Außenhandel. In diesem Beruf war er bis 1997 tätig. 1997 übernahm er schließlich den elterlichen Landwirtschaftsbetrieb in Rastdorf, auf dem er bis heute lebt.
Moorkamp ist verheiratet und hat vier Kinder.

## Politik
Moorkamp ist Mitglied der CDU. Er ist seit 2006 Mitglied des Gemeinderates von Rastdorf und seit 2010 Vorsitzender des Rastdorfer CDU-Ortsverbands. Seit 2011 ist er Mitglied des Gemeinderats der Samtgemeinde Werlte, seit 2021 der Ratsvorsitzende. Zudem ist er seit 2016 ehrenamtlicher Bürgermeister von Rastdorf. Seit 2021 ist er außerdem Mitglied des Kreistags des Landkreises Emsland.
Bei der Landtagswahl in Niedersachsen 2022 zog Moorkamp über das Direktmandat im Wahlkreis Papenburg in den Niedersächsischen Landtag ein. Mit 53,3 Prozent der Erststimmen war er der Kandidat mit dem höchsten Erststimmenanteil aller Kandidaten in Niedersachsen.